# Districtul Bor
Districtul Bor (în sârbă Борски округ (Borski Okrug) este o unitate administrativ-teritorială de gradul I a Serbiei. Reședința sa este orașul Bor. Cuprinde 4 comune care la rândul lor sunt alcătuite din 90 de localități (6 orașe și 84 sate). Aici trăiesc mulți români timoceni. Regiunea este bogată în resurse minerale printre care cupru și aur.

## Comune
Aici traiesc multi romani/vlahi/rumuni.
- Bor
- Kladovo
- Maidan
- Negotin